# ウンナン出川バカリの超!休み方改革
『ウンナン出川バカリの超!休み方改革』（ウンナンでがわバカリのちょうやすみかたかいかく）は、フジテレビ系列にて2018年・2019年に放送されたバラエティ番組及び特別番組。ウッチャンナンチャン、出川哲朗、バカリズムの冠番組。第2回は『こんな休日どうですか 内村バカリ南原出川が本気で考えた最高の旅』（こんなきゅうじつどうですか うちむらバカリなんばらでがわがほんきでかんがえたさいこうのたび）と改題されて放送。
番組テーマ曲はアントニン・ドヴォルザーク作曲『交響曲第9番 新世界より』の第4楽章。

## 概要
毎日多忙な生活を過ごして、休日も予定を立てずに充実した休み方をしていない日本人に“働き方”ならぬ“休み方”も改革するために、ウッチャンナンチャンが中心に満喫できる休日を提案するバラエティ番組。

## 放送データ
| 回数  | タイトル                                                                           | 放送日                  | 放送時間（JST） | 備考                 |
| ----- | ---------------------------------------------------------------------------------- | ----------------------- | --------------- | -------------------- |
| 第1回 | ウンナン出川バカリの超!休み方改革 〜1秒でも無駄にしない!やりたい事全部やる休日SP〜 | 2018年5月4日（金曜日）  | 19:57 - 21:55   | 『金曜プレミアム』枠 |
| 第2回 | こんな休日どうですか 内村バカリ南原出川が本気で考えた最高の旅                      | 2019年6月22日（土曜日） | 21:00 - 23:10   | 『土曜プレミアム』枠 |

## 出演者
MC
- ウッチャンナンチャン（内村光良・南原清隆）
- 出川哲朗 - 南原班
- バカリズム - 内村班

ロケゲスト
- いとうあさこ - 南原班
- 中岡創一（ロッチ） - 内村班
- 日村勇紀（バナナマン） - 内村班
- 高橋茂雄（サバンナ） - 南原班
- 久代萌美（フジテレビアナウンサー） - 南原班

見届け人（スタジオゲスト）
- 土屋太鳳
- 三田寛子
- 佐藤栞里

## スタッフ
第2回（2019年6月22日放送分）
- 制作統括：濱野貴敏（フジテレビ、第1回ではチーフプロデューサー）
- 構成：山内正之、オークラ、大井達朗、寺田智和（大井→第2回のみ）
- TP：高瀬義美
- SW：上田軌行
- CAM：吉原喜久
- VE：古賀一誠
- 音声：浮所哲也
- 照明：根本進
- 空撮：畔上広行
- 美術プロデュース：副島翔太郎（フジテレビ）
- デザイン監修：鈴木賢太（フジテレビ）
- アートコーディネーター：西嶋友里
- 大道具：鎌田大祐
- アクリル装飾：斉藤祐介
- 電飾：白鳥雄一
- 植木装飾：小笠原了平
- ファイバーワーク：西村怜子
- メイク：山田かつら
- マルチ：大高貢
- 音響効果：松長芳樹（factory）
- CG：木本禎子
- 編集：吉川豪、水元綾子
- MA：山岸慎一郎、小林由愛子
- TK：松下絵里
- カラオケ音源協力：DAM 第一興商
- 技術協力：ニューテレス、共同テレビジョン、JAPAN MEDIA CREATE、factory、東京オフラインセンター（共テレ→第2回のみ）
- 編成：赤池洋文（フジテレビ、第2回のみ）
- 広報：高橋慶哉（フジテレビ）
- デスク：小林琴美
- 制作協力：シオプロ
- FD：大貫隼斗（アントラッシュ、第1回はAD）、谷口晴奈、甲斐絢子、林夏姫
- ディレクター：佐々木崇人・寺田裕・千葉悠矢（以上フジテレビ）、新井孝輔（Platform,inc）、双津大地郎・馬庭広明（以上シオプロ、双津→第2回のみ）、中澤智有、岡本舞
- 演出：塩谷泰孝（シオプロ）
- プロデューサー：西村宗範・堀川香奈（以上フジテレビ、西村→第2回のみ）、美濃部遥香・田辺夏子（以上シオプロ）、田岸宏一（クロスエイト）
- 演出・チーフプロデューサー：木月洋介（フジテレビ、第2回はチーフプロデューサーと兼務）
- 制作：フジテレビ編成局制作センター第二制作室
- 制作著作：フジテレビ

### 過去のスタッフ
- VE：水野博道（第1回）
- 美術プロデュース：佐々木順子（フジテレビ、第1回）
- リサーチ：古谷悠（第1回）
- カラオケ音源協力：JOYSOUND（第1回）
- 編成：藤井修（フジテレビ、第1回）
- デスク：弦牧和子（第1回）
- AD：武藤勇次、志田翔太郎、片桐澄、稲垣亮太、大野紗也佳（以上第1回）
- ディレクター：中西正太（シオプロ、第1回）、田島優
- 演出：岡田純一（第1回）
- プロデューサー：速水大介（フジテレビ、第1回）、黒柳法子